# 여주 고달사지 쌍사자 석등
여주 고달사지 쌍사자 석등(驪州 高達寺址 雙獅子 石燈)은 사찰에서 법등을 밝히던 고려시대의 석등이다. 1963년 1월 21일 대한민국의 보물 제282호로 지정되었다.
본래 경기도 여주시 북내면 상교리에 있는 사적 제382호 고달사지에 넘어져 있던 것을 한 주민이 수습하여 보관하다가, 1958년 5월 서울시 종로구 종로4가 동원예식장 뒤뜰로 옮겼다. 그 뒤 1959년 봄 당시 문교부의 주선으로 경복궁 경회루 옆에 옮겨졌고, 다시 현재의 장소로 이동되어 복원하였다. 그동안 옥개석과 상륜부를 잃어버리고 있었으나 2000년 경기도 기전매장문화연구원이 실시한 발굴조사에서 옥개석이 출토되어 2001년 석등의 제 위치에 올려놓았다.
고달사는 경덕왕 23년에 창건되어 고달원이라고도 하였다. 고려시대에는 특히 광종 이후 역대 왕들의 비호를 받던 사찰이었으나, 언제 폐사되었는지는 분명하지 않다.

## 개요
고달사터에 쓰러져 있었던 것을 1959년 경복궁으로 옮겨 왔으며, 현재는 국립중앙박물관에 있다. 높이는 2.43m이며 불을 밝히는 화사석(火舍石)까지만 남아있었으나, 2000년에 경기도 기전매장문화연구원이 실시한 발굴조사에서 지붕돌이 출토되었다.
직사각형의 바닥돌 4면에 둥글넓적한 모양의 안상(眼象)을 새기고, 아래받침돌 대신 2마리의 사자를 앉혀 놓았다. 사자는 좌우에서 앞발을 내밀고 웅크리고 있으며, 등 위로 구름이 솟아올라있다. 가운데받침돌에는 구름무늬를 돋을새김하였고, 윗받침돌에는 연꽃을 새겼다. 그 위에 놓인 화사석은 4면에 창을 뚫었다.
우리나라 쌍사자석등의 사자는 서있는 자세가 대부분인데, 이 석등은 웅크리고 앉은 모습이 특징적이며, 조각수법 등으로 보아 고려 전기인 10세기경에 만들어진 것으로 짐작된다.

## 사진

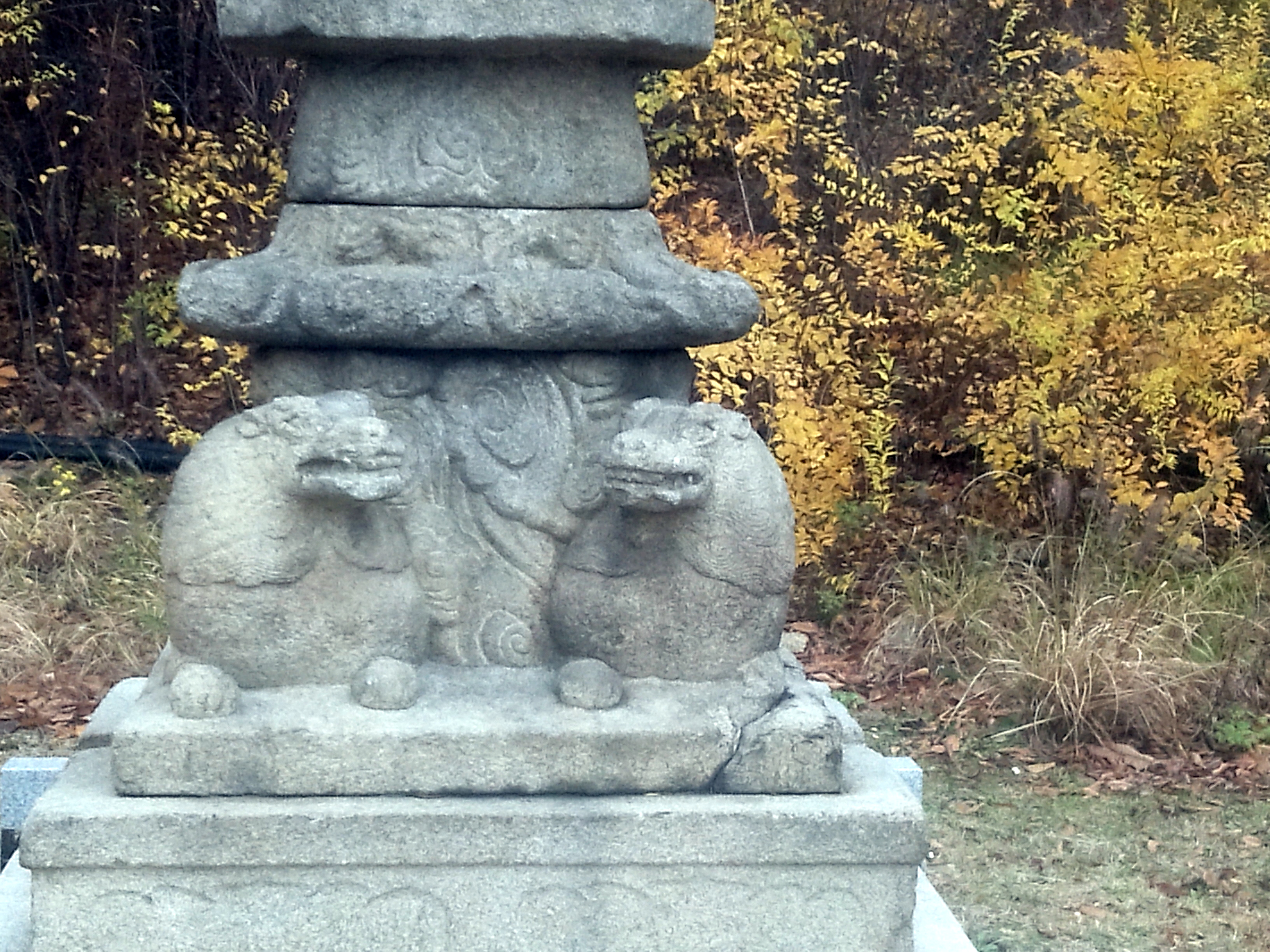

## 같이 보기
- 고달사지

## 참고자료
- 여주 고달사지 쌍사자 석등 - 국가유산청 국가유산포털
- 본 문서에는 서울특별시에서 지식공유 프로젝트를 통해 퍼블릭 도메인으로 공개한 저작물을 기초로 작성된 내용이 포함되어 있습니다.